# Szent Imre
Szent Imre magyar királyi herceg (Székesfehérvár, 1000–1007 között – Bihar vármegye, 1031. szeptember 2.) Szent István király és Boldog Gizella királyné fia, a magyar trón örököse. Anyai nagybátyjáról, II. Henrik német-római császárról nevezték el, a Hahóti kódex és Pray-kódex Henricus néven említi őt. Kódexek és krónikák mesélik el életét, melyek főleg legendák voltak. Amit biztosan tudni lehet róla, hogy 1000 és 1007 között született a székesfehérvári ferences templom és rendház helyén korábban állt királyi palotában. Nagy gondot fordítottak nevelésére, 1015-től Gellért püspök vette maga mellé. Megtanult latinul, a trivium és a quadrivium ismereteit is elsajátította. 15 éves lehetett, amikor apja mellé került, aki beavatta őt az uralkodás és a hadvezetés rejtelmeibe. István vélhetően fia nevelését 23 éves koráig folytatta, teljes egészében az uralkodásra készítette őt fel. Ehhez természetesen egy ígéretes feleségre is szükség volt. A források más és más származású kiszemeltet emlegetnek (lengyel, görög, de még horvát is esélyes lehetett). A 12. századi Imre-legenda említi először azt, hogy Imre herceg tudatosan kerülte a nemi kapcsolatot, állítólag szüzességi fogadalmat is tett. Ez nem lehetett igaz, mivel I. Istvánról szerzett hiteles forrás arról tanúskodik, hogy az utódlás érdeke volt a királynak, így az unoka sem lehetett kizáró ok. A szüzességi fogadalom legendája vélhetően a halála után alakulhatott ki, miután már mindenki nyugtázhatta, hogy Imrének nem született gyermeke. István király Imrét jelölte ki utódjául, megalkotta az Institutio Morumot, vagyis az Intelmek Imre herceghez című írást, amiben mint magyar király, és mint atyja tanácsokkal, intelmekkel látja el őt mint a következő magyar királyt.
Hercegként egy általa felügyelt dukátussal rendelkezett, illetve ő volt a királyi testőrség parancsnoka. II. Konrád német-római császár 1031-ben hadjáratot indított az akkori Magyarország ellen. A magyar hadakat feltehetőleg Imre vezette, és a győri csatában győzelmet arattak. Esztergomban Konrád fia, III. Henrik írta alá a békeszerződést, amelynek értelmében az akkori Magyarországhoz került a Lajta és a Fischa közti terület, de még a Morva-mező is. István ekkor akarta volna átadni neki a trónt, feltételezhetően a koronázási palást, amelyet Gizella királyné készíttetett is ezért készült. A királyi párt rövidesen az a hír fogadta, hogy Imre herceget egy vadászat során, egy vadkan halálra sebezte. 1031. szeptember 2-án halt bele sérüléseibe. Halála helyszíne és körülményei nem ismertek. Feltehetőleg a bihari Igfon erdőben történt, mivel a magyar királyi családtagok mind ott vadásztak. Ebben az erdőben épült fel emlékére a Szent Imre-apátság épülete. A kor szokása volt, hogy a szentek halálozásának vélt helyszínére építettek templomot, tehát a feltételezés megállhatja a helyét.
A másik érdekesség a halálával kapcsolatban. hogy a németekkel való hadakozás egyik oka volt, hogy ha német uralkodói család kihalása esetén, női ágon Imre lett volna ott is az örökös. A váratlan békekötés a győri csatát követően arra engedhet következtetni, hogy az akkori ellenség gondoskodott arról, hogy Imre ne vegye át a magyar trónt. Egyes feltételezések szerint nem egy vadkan, hanem egy „vadkan nemzetség” néven rendelkező besenyő ölte meg. Imre volt az első a királyi családból, akit az akkor még épülő székesfehérvári Nagyboldogasszony-bazilikában temettek el. A legenda szerint apja Imre halála miatt ajánlotta fel koronáját és országát Szűz Máriának 1038. augusztus 14-én.

## Születése

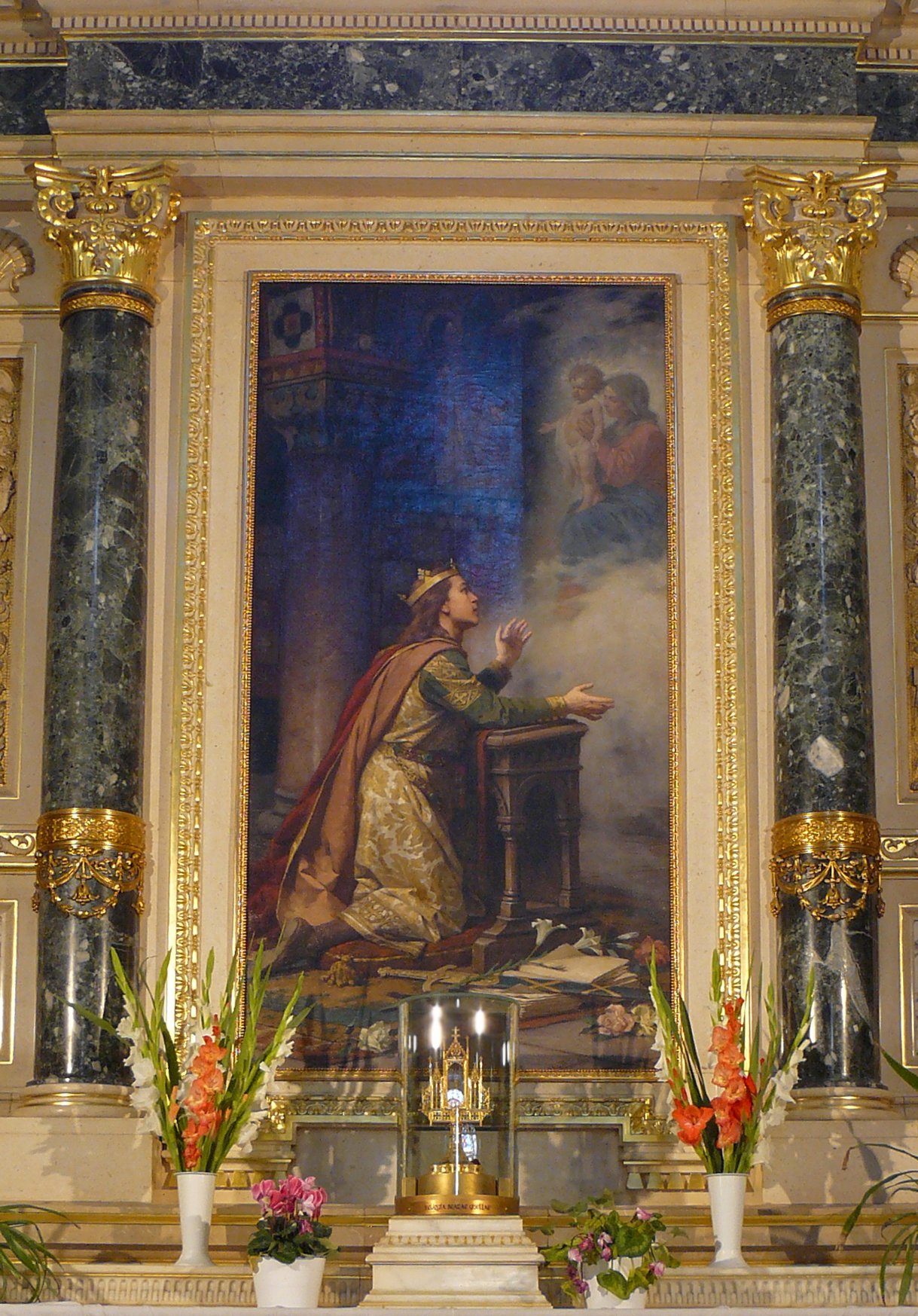
Vastagh György: Szent Imre herceg

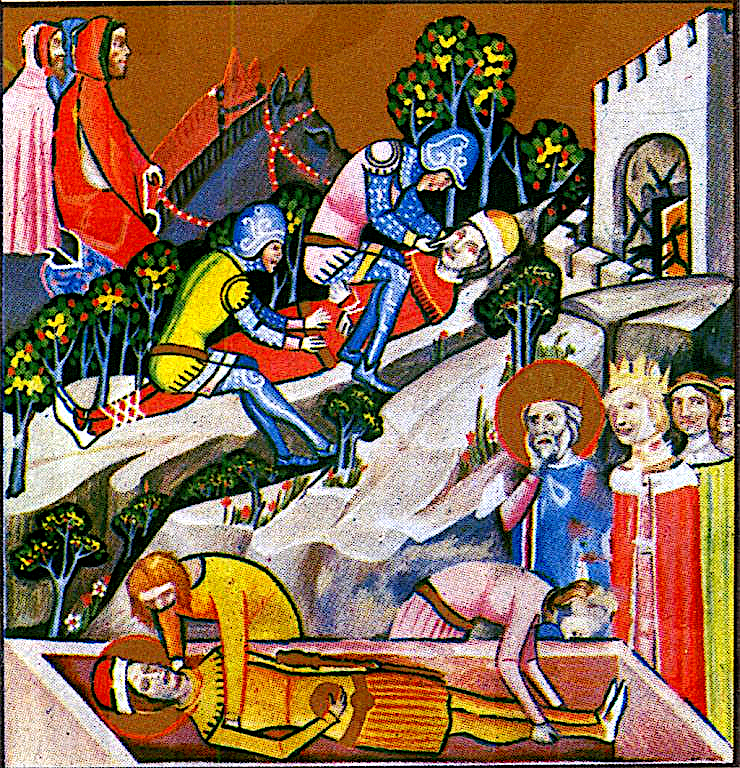
Imre herceg temetése és Vazul megvakítása Fehérvárott, Képes krónika

Szent Imre herceg I. István király és Gizella királyné (984–1065) fia. Az uralkodó házaspár gyerekeiből (többen is lehettek, csak kettőnek a neve maradt fenn: Ottóé, aki valószínűleg 1000 előtt született (a krónikák szerint 1002 előtt keresztelték meg, és korán halt meg), valamint Imréé, aki nevét, valószínűleg anyai nagybátyja II. Henrik német-római császár után kapta. A hahóti kódex és a Pray-kódex a nevet Henricus alakban tartalmazza, az előbbi esetben meg is tévesztette a kutatókat, mert először II. Henrik említését vélték benne.
Életéről krónikák és legendák alapján vannak csak információk. Születésére nézve egyes források 1000-et jelölnek meg, míg a krónikák szerint 24 éves korában halt meg, így valószínűbb, hogy 1007-ben született.

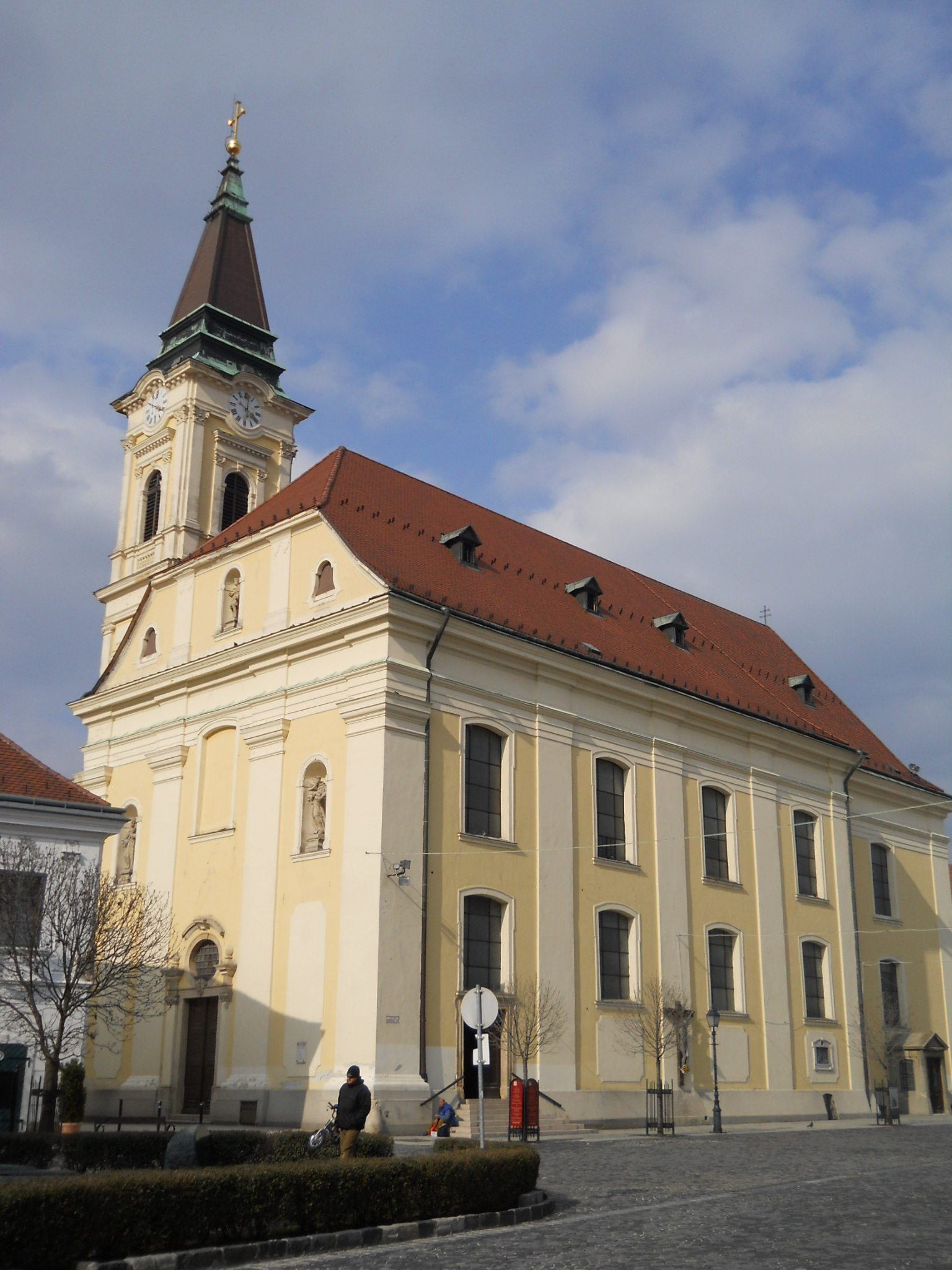
A székesfehérvári Szent Imre-templom. A hagyomány szerint az egykor a templom helyén állt palotában született a herceg

A hagyomány szerint a székesfehérvári ferences templom és rendház (ma Szent Imre-templom) elődjének számító királyi palotában született.

## Neveltetése
Nevelésére különös gondot fordítottak szülei. 1015-ben Imre herceg oktatását átvette Gellért püspök, aki Velencéből a Szentföld felé tartva I. István udvarába került Győrszentmártonon a mai Pannonhalmán, és a királyfi mellett marasztalták, eredeti szándékától eltérően.
Gellért püspök hét éven keresztül tanította Imre herceget latinra, elvégeztette vele a kor legmagasabb iskolai fokozatait, a triviumot és quadriviumot. A tudományok mellett a vallásba, valamint a papi élet rejtelmeibe is beavatta.
Tizenöt éves korától atyja mellett nevelkedett, ahol az államirányítás tudományát, a hadvezérséget, a diplomáciát sajátította el. I. István Imre herceg nevelését annak huszonhárom éves korában fejezte be.
Imre kész volt az uralkodásra, így megfelelő feleséget kerestek számára. A korabeli hagyomány három uralkodóházat említ, ahonnan a felesége származhatott volna: a lengyel, horvát és görög uralkodóházat, írásos emlék erről nem maradt fenn.
Az a hír csak a 11. század után kapott szárnyra, hogy Imre tudatosan zárkózott el az utódnemzéstől. Mint a 12. századi Imre-legenda írta hőséről: „Ő a testi nemzést, amely romlandó, a szüzesség lelki fogadalma mögé helyezte\…, és érintetlen hitvese szüzességét romlatlanul megőrizte.” A korábban keletkezett nagyobbik István-legenda szerint Imre halála után István rádöbbent, hogy utód nélkül maradt, vagyis neki aligha volt érdeke, hogy ne szülessék unokája. A 14. századi krónika feltehetően korai része Imrének több mint egy tucat kiváló erényét sorolta fel, de ezek között nem szerepel a szüzesség. Vagyis Imréből csak utóbb, a 12. században faragtak az önmegtartóztatás, a papi nőtlenség (a cölibátus) eszméjét propagálni hivatott szentet, kihasználva azt a sajnálatos és bizonyára akaratával ellentétes tényt, hogy házasságából nem származott gyermeke.
Veszprémi hagyomány szerint titokban a város székesegyházának északi oldalán lévő Szent György-kápolna falai között tett tisztasági fogadalmat.

## Trónörökösként
I. István őt jelölte ki utódjául, és úgy nézett ki, hogy elhatározása elé sem a főpapság, sem István közvetlen hívei nem gördítenek akadályt. A király felkészítette fiát az uralkodásra. Az „Institutio morum – Intelmek Imre herceghez" című írásában adott személyes útmutatást az uralkodásra Imre hercegnek. (Ezt az írást, amelyet a király végrendeletének is tartanak, századok múltán a Corpus Juris Hungaricibe, a Magyar Törvénytárba is felvették.)
Imre a húszas évek végén elkerülve szülei udvarából bizonyára elfoglalta a trónörökösöket megillető „hercegséget” (valószínűleg a „bihari dukátust”), és apja reá bízta a „királyi sereg" parancsnokságát is. Ismeretes, hogy Imre viselte az „oroszok hercege/vezére" címet is, ám ennek értelmezése vitatott. Jellemzően mégis a királyi testőrség parancsnokságát értik alatta.
II. Henrik német-római császár halála után utóda, II. Konrád hadjáratot indított Magyarország ellen, 1030-ban. A győri csatában győztes magyar sereget valószínűleg Imre vezette. Bár a magyarok előtt megnyílt a lehetőség Bajorország felé terjeszkedni, István nem folytatta a csatát, békét ajánlott a császárnak, 1031-ben a császár fia (később III. Henrik néven lett császár) Esztergomban aláírta a békeszerződést. Valószínűsíthető, hogy a békekötésben Imre is részt vett, amivel Magyarország része lett a Lajta és a Fischa folyók közötti terület a Morva-mezővel együtt.
Apja a koronát át akarta adni Imrének, valószínűleg a később átalakított, magyar koronázási palástként ismert miseruhát is erre az alkalomra készíttette Gizella királyné.
A herceget várva érkezett meg a hír, hogy Imrét vadászat közben egy vadkan halálra sebezte, s 1031. szeptember 2-án belehalt sérüléseibe.

## Halála
Halálának pontos helye sem ismert, valószínűleg a bihari Igfon-erdőben vadászat közben (az országnagyok kedvelt vadászterületén) történt. Itt épült fel a 11–12. század fordulóján a Szent Imre-apátság épülete (szentté avatása után). Mivel a középkori szokás szerint a szentek halálának helyszínén monostort építettek, így ez is ezt erősíti meg. Ő volt az első személy, akit az akkor még csak épülő fehérvári bazilikában temettek el.
VII. Gergely pápa 1083. november 4-én I. Istvánnal és Gellért püspökkel együtt szentté avatta. Ünnepe: november 5.
Imre herceg halálában szerepet játszhatott a német–magyar politikai viszony is. Szent Henrik halálával a bajor uralkodócsalád férfiágon kihalt, így lehetséges örökösként szóba jöhetett az utolsó nőági leszármazott, Imre is. Konrád nyilván számolt a lehetőséggel, ezt bizonyítja, hogy 1030-ig kifejezett ellenséges viszony volt a két ország között, míg 1031-ben egy csapásra megszűnt a háborús állapot, és békét lehetett kötni. A vadászbaleset nem ritka a nagypolitikában, egyes vélemények szerint nem vadkan ölte meg, hanem egy Vadkan nemzetségnevű felbérelt besenyő.
A Hildesheimi szász évkönyvben így írnak Szent Imre haláláról: "Et Heinricus Stephani regis filius, dux Ruizorum ,in venatione ab apro discissus periit flebiliter mortuus", azaz István király fiát, Imrét, az oroszok hercegét egy vadászat során egy vadkan szétszaggatván, siralmas halállal meghala.

## Emlékezete

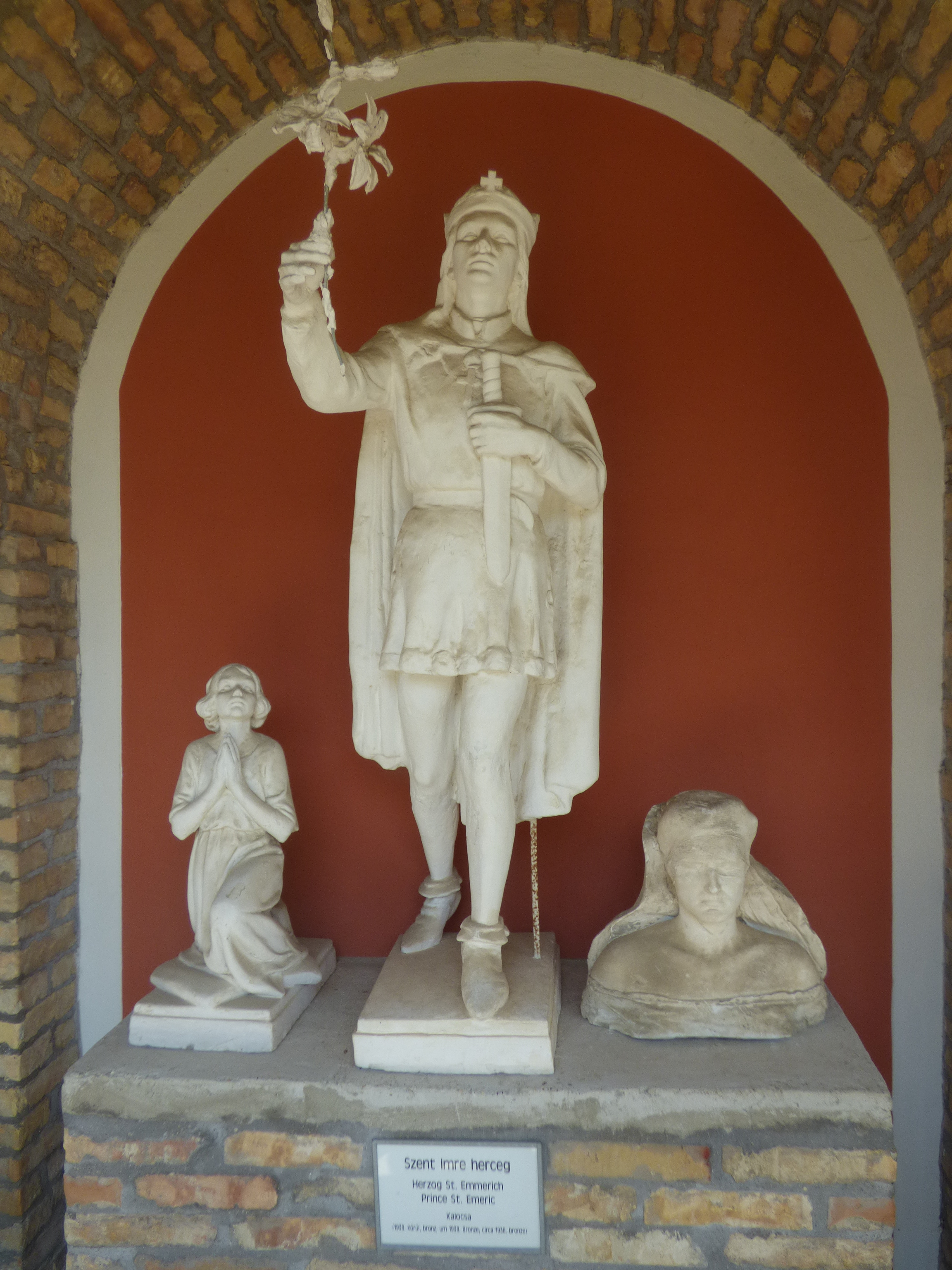
Szobra a székesfehérvári Bory-várban, Bory Jenő alkotása

- Imre (1174–1204) Árpád-házi magyar király róla kapta nevét.
- Több település őrzi nevét: Mátraszentimre (Heves vármegye), Szentimrefalva (Veszprém vármegye), Tiszaszentimre (Jász-Nagykun-Szolnok vármegye), Csíkszentimre (Csík vármegye – Hargita), Hegyközszentimre (Bihar vármegye), Marosszentimre (Alsó-Fehér vármegye), Nyárádszentimre (Maros vármegye) vagy az egykori Pestszentimre, ma Budapest XVIII. kerületébe olvasztva.
- 1930 után (1950-ig) Budapest sok részből összevont XI. kerületét nevezték Szentimrevárosnak, ahol mai napig nevét viseli a Szent Imre-plébániatemplom és a Budai Ciszterci Szent Imre Gimnázium, valamint található egy Szent Imre-szoborcsoport a Móricz Zsigmond körtéren.
- Közterek, utcák viselik nevét több településen.
- Települések, ahol áll neki szentelt templom
- Nyíregyházi Szent Imre Katolikus Gimnázium, Általános Iskola, Kollégium, Óvoda és Alapfokú Művészeti Iskola
- Mészkőszobra áll a székesfehérvári Szent Imre-templom mellett, bronzszobra a a veszprémi Szent György-kápolna előkertjében. Zircen a középkori templom pillérkötegén álló, teljes alakú kőszobra 1749-ben készült.
- Szent Imre az ifjúság védőszentje

## Galéria

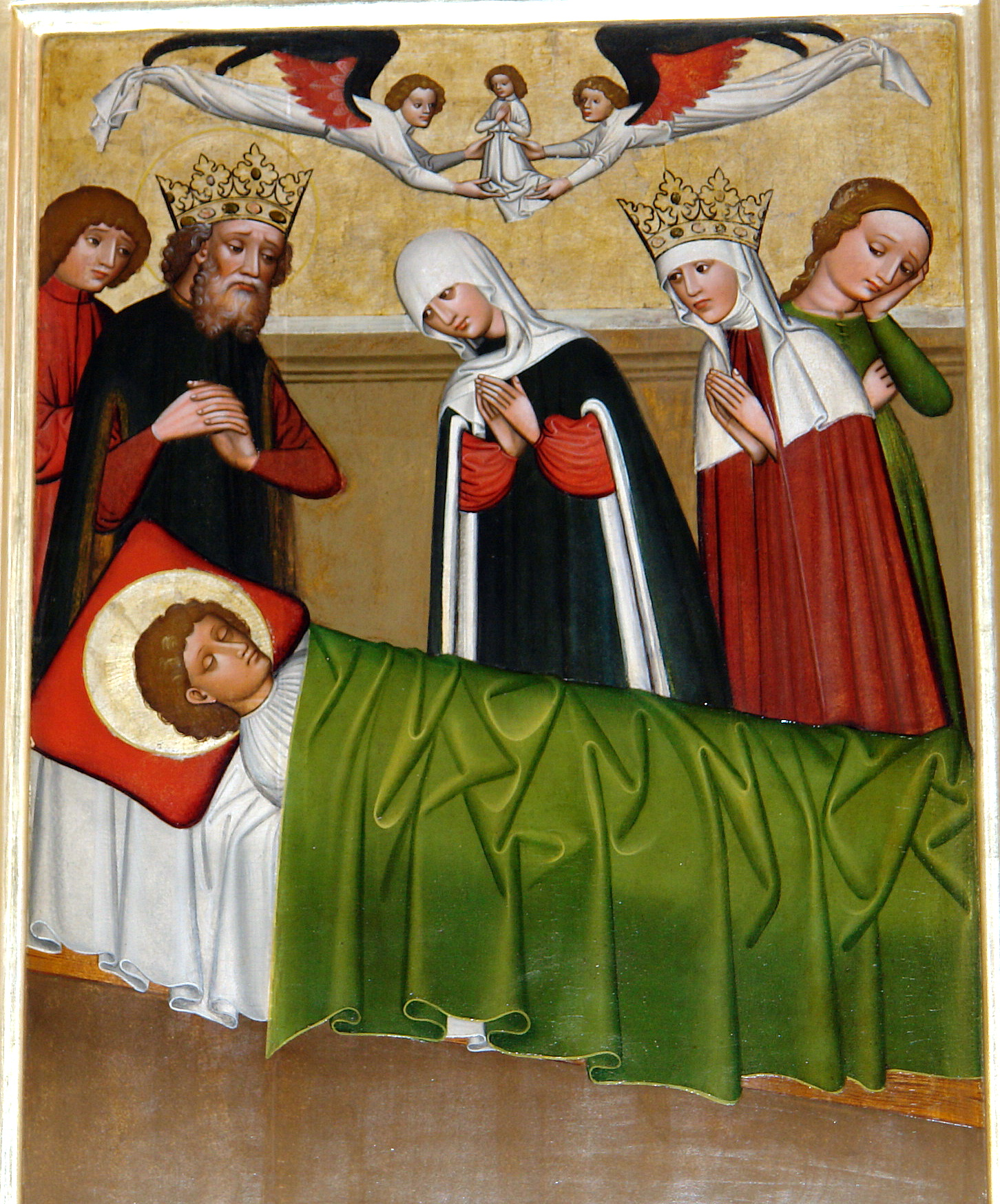
A mateóci Szent István-templom főoltárrészlete: Szent István a halott Szent Imrével
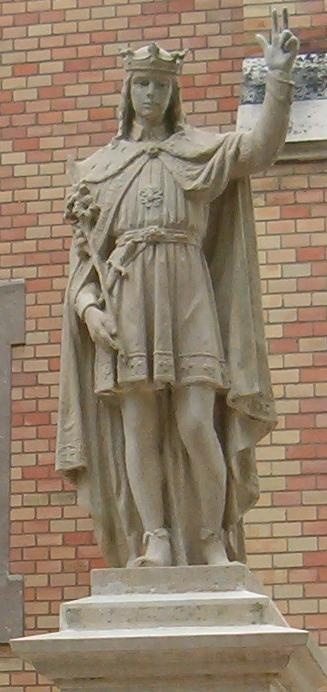
Szobra Máriaremetén
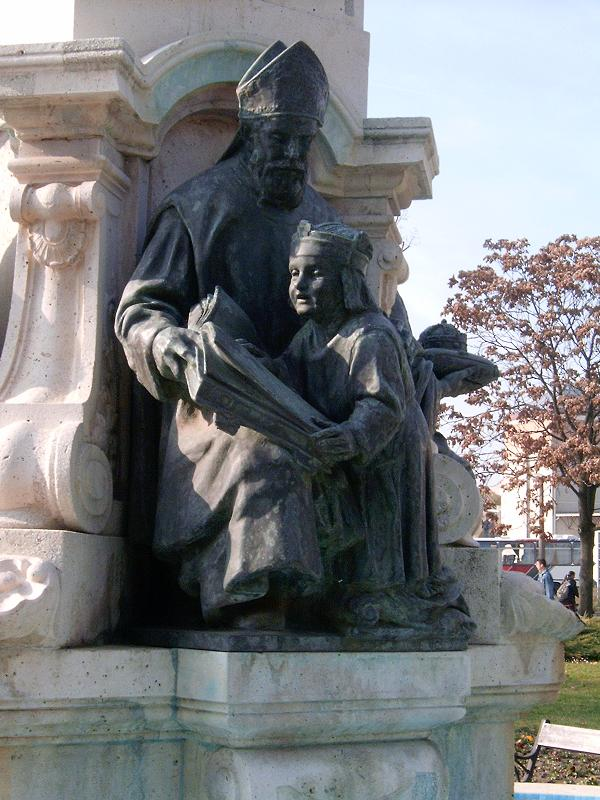
A székesfehérvári Püspökkút egyik kompozíciója: Szent Gellért tanítja Imre herceget
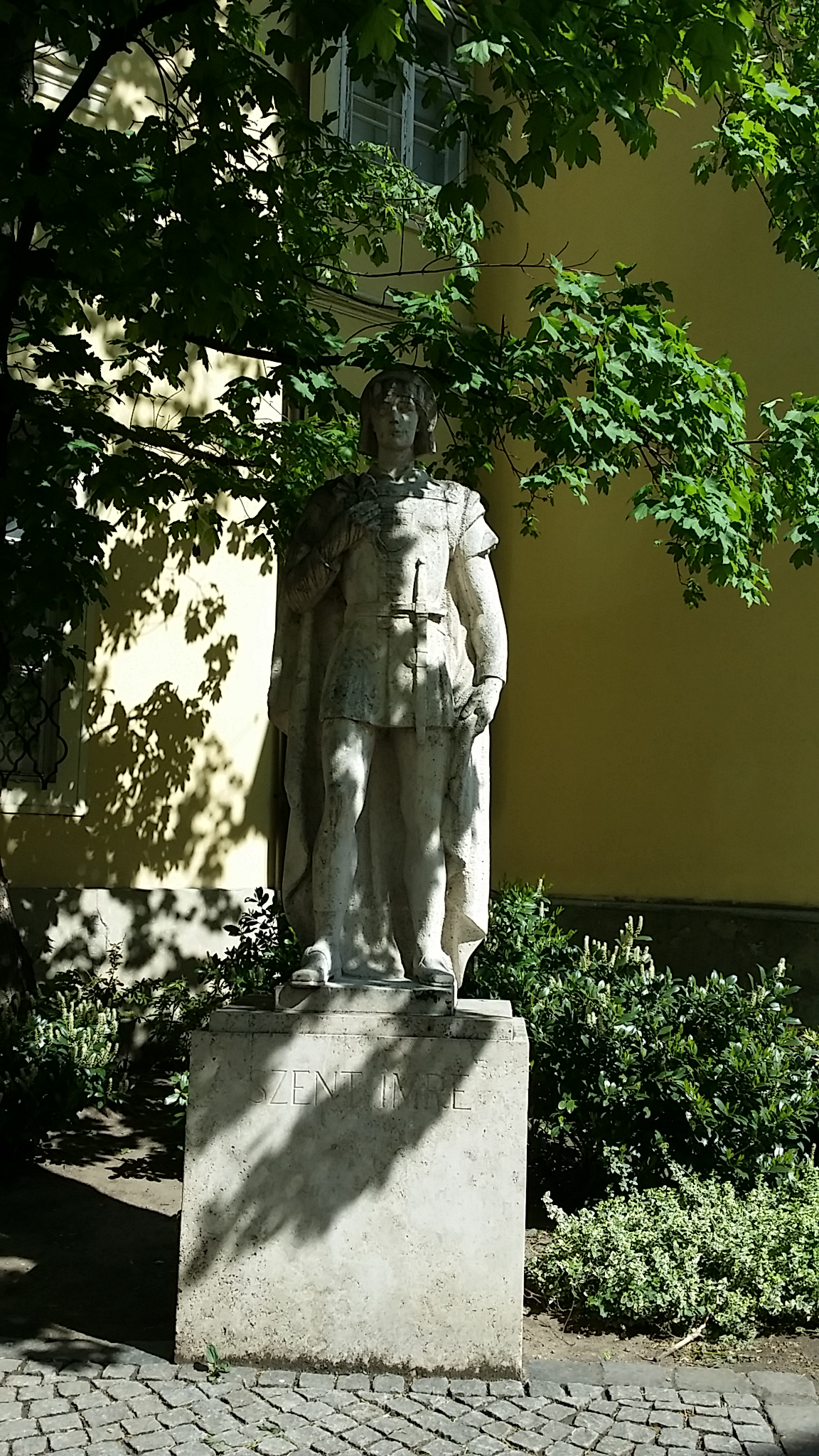
Szobra Székesfehérvárott, az egykori királyi palota helyén épült templom mellett
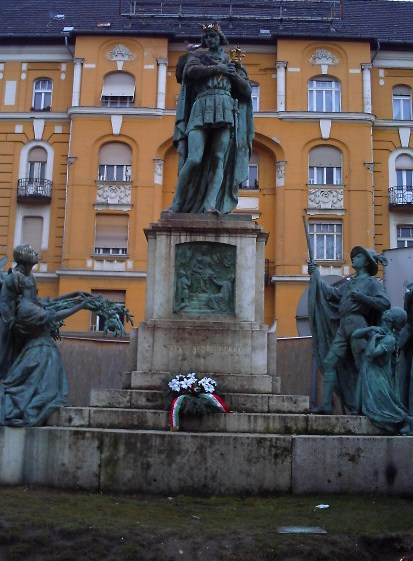
Szent Imre szobra a Móricz Zsigmond körtéren Budapesten
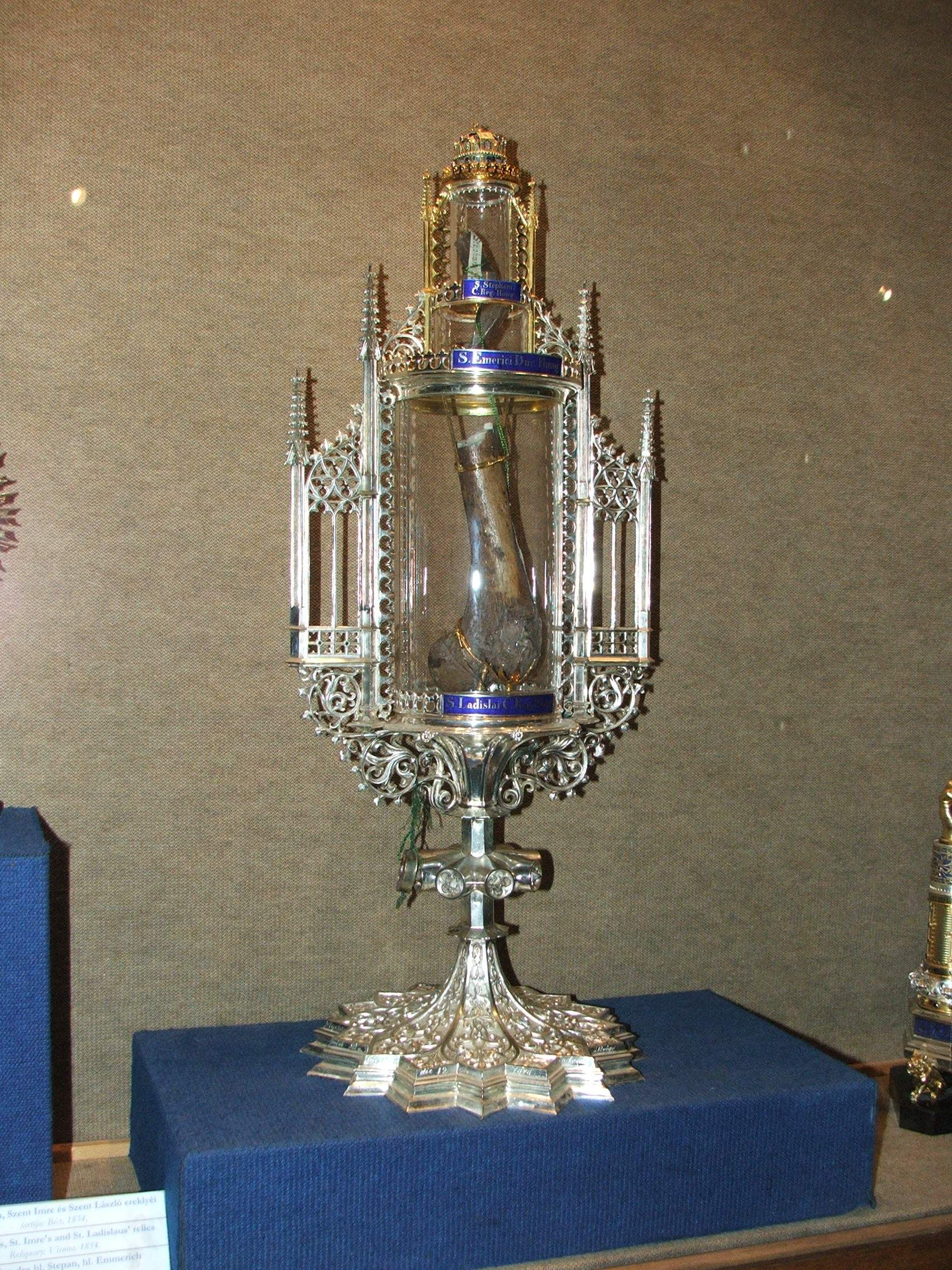
Szent László és Szent Imre ereklyéi, Főszékesegyházi Kincstár (Esztergom)
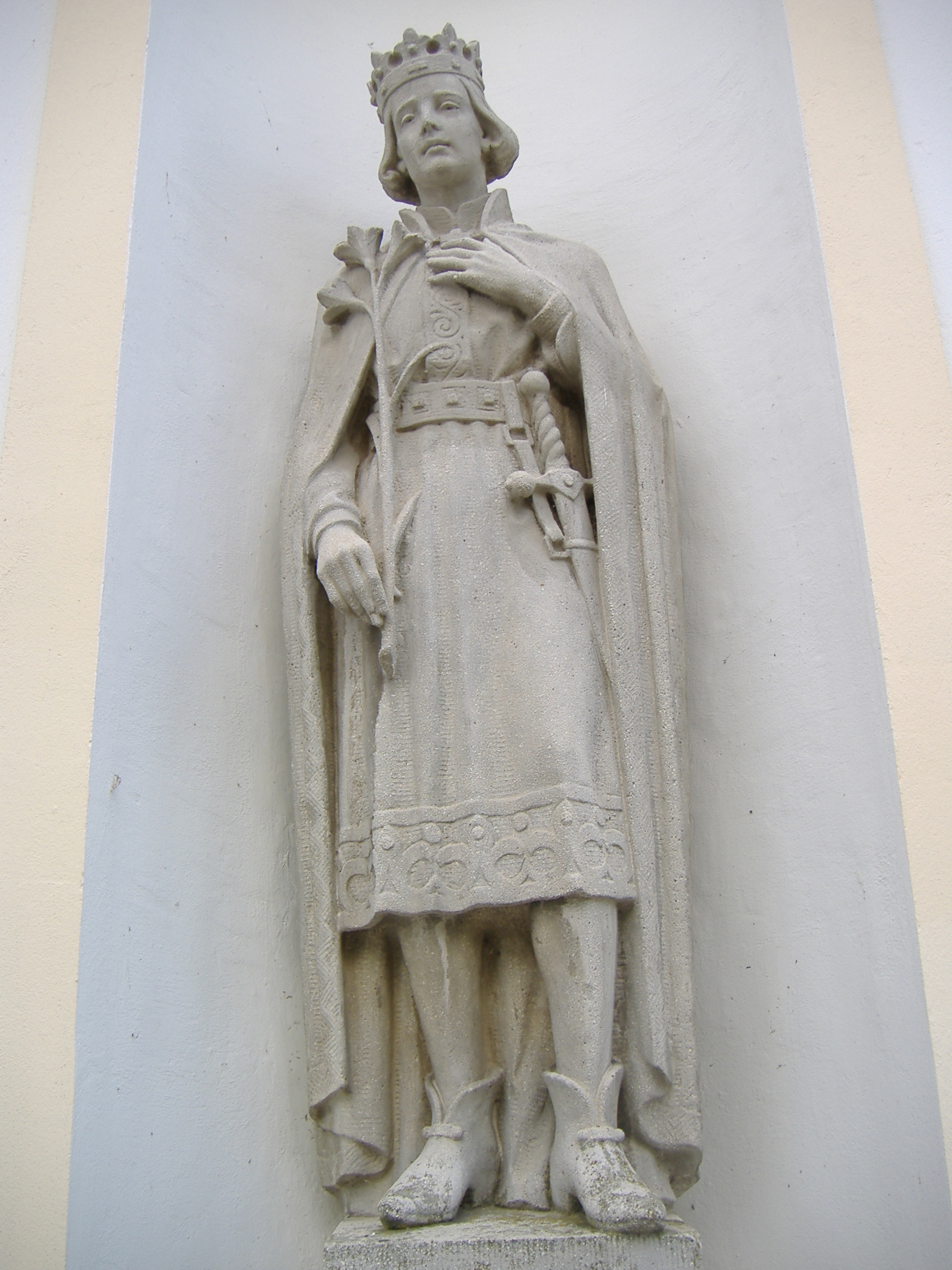
Szobra Apátfalván
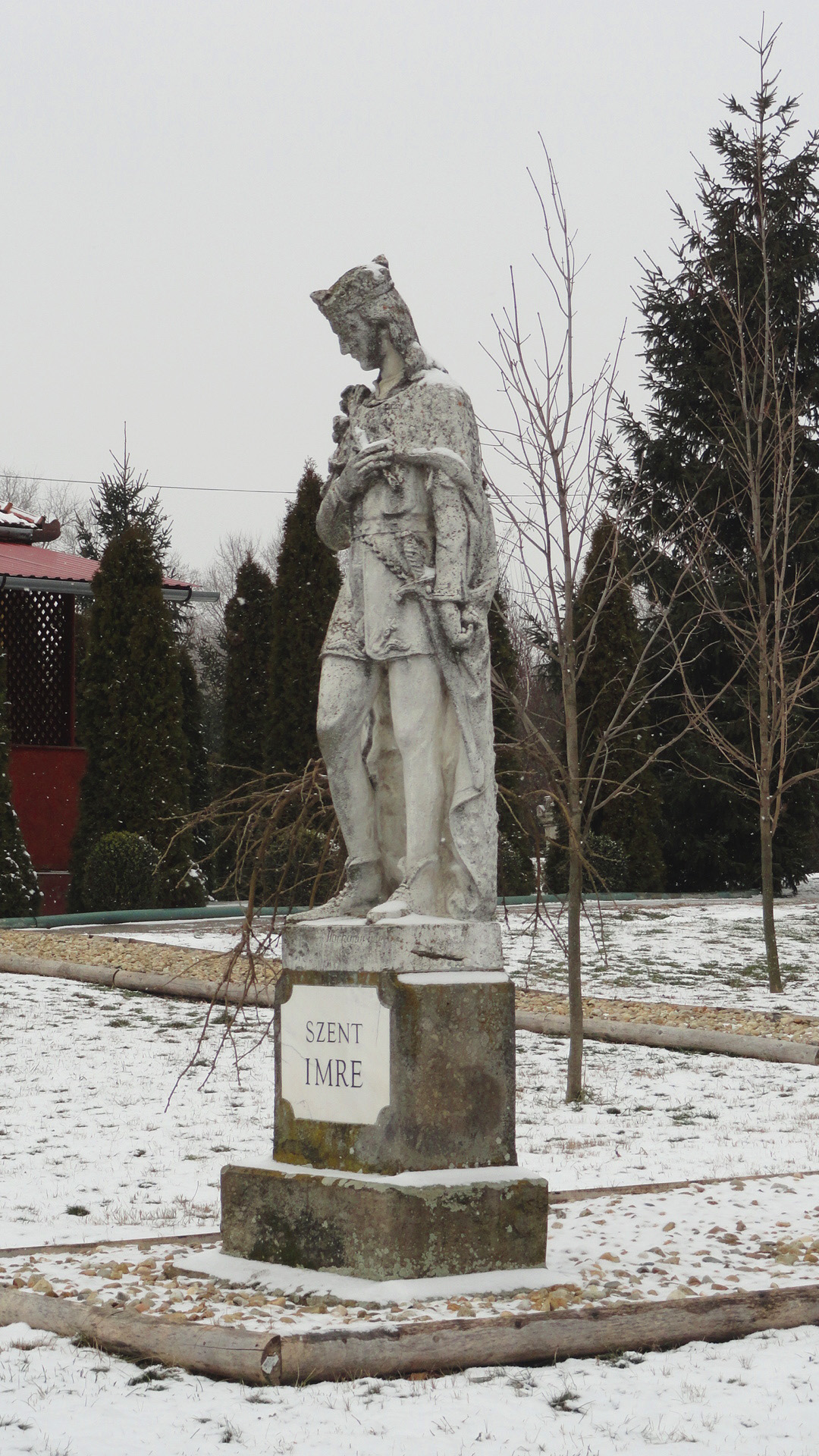
Szent Imre szobra Püspökladányban
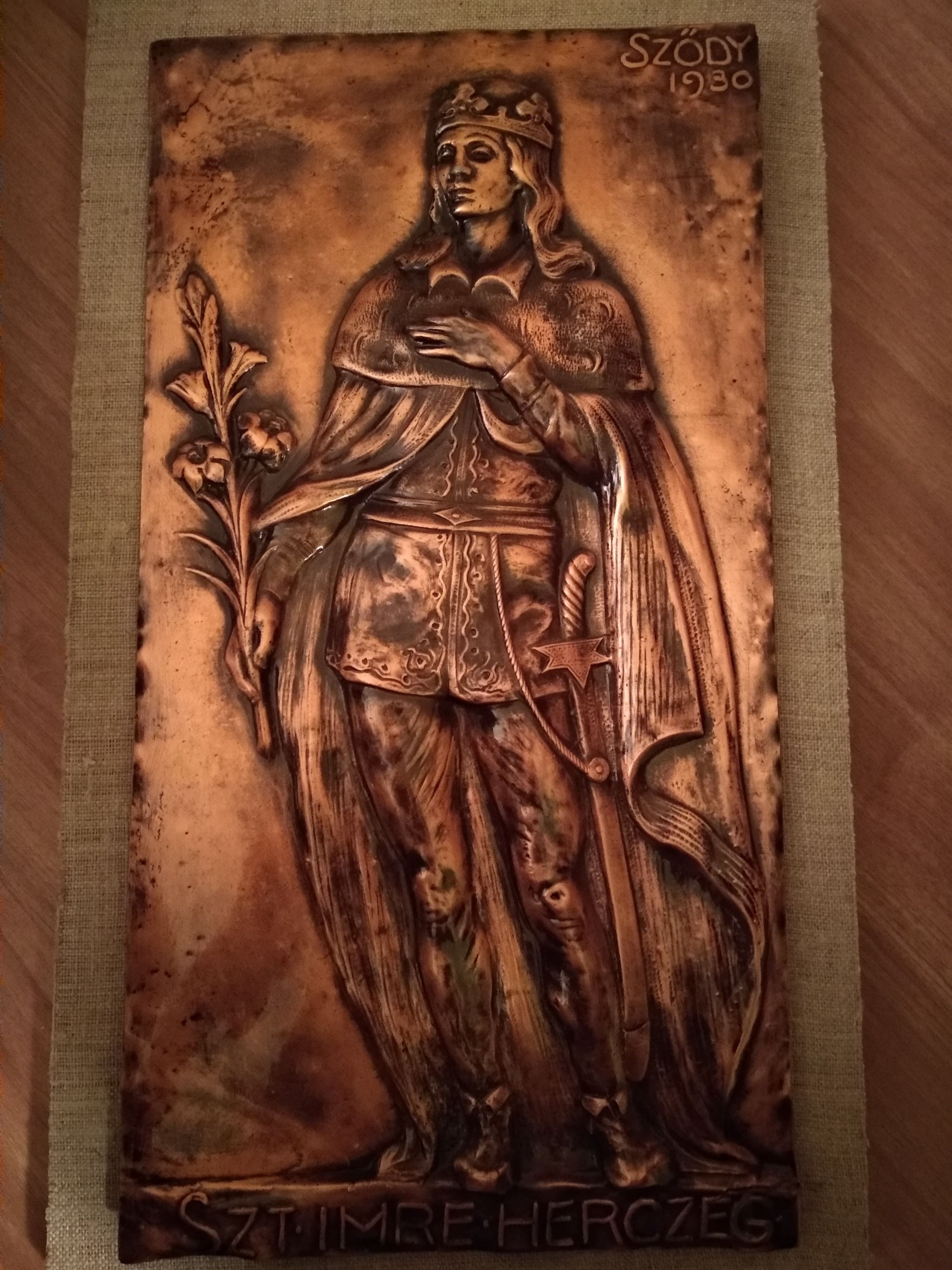
Sződy Szilárd: Szent Imre herceg